# 紀元前371年
紀元前371年（きげんぜん371ねん）は、ローマ暦の年である。
当時は、「執政武官も執政官もいない5年目の年」として知られていた（もしくは、それほど使われてはいないが、ローマ建国紀元383年）。紀年法として西暦（キリスト紀元）がヨーロッパで広く普及した中世時代初期以降、この年は紀元前372年と表記されるのが一般的となった。

## 他の紀年法
- 干支 : 庚戌
- 日本
  - 皇紀290年
  - 孝安天皇22年
- 中国
  - 周 - 烈王5年
  - 秦 - 献公14年
  - 晋 - 孝公18年
  - 楚 - 粛王10年
  - 斉 - 桓公4年
  - 燕 - 桓公2年
  - 趙 - 成侯4年
  - 魏 - 武侯25年
  - 韓 - 懿侯4年
- 朝鮮
  - 檀紀1963年
- ベトナム :
- 仏滅紀元 : 174年
- ユダヤ暦 :

## できごと

### ギリシア
- 新たな和平会談がスパルタで開催された。その席で、スパルタ王アゲシラオス2世は（アテナイの支援を受けて）、テーバイがボイオーティア全域を代表して署名することを認めなかった。ボイオーティア連合を代表する5人の行政長官ボエオターチ (boeotarch) のひとりであったテーバイの将軍で政治家のエパメイノンダスは、テーバイの立場を譲らず、結局、和平協定からテーバイは排除された。
- 和平会談の場におけるテーバイの振る舞いは、スパルタとテーバイの間で戦いを引き起こすことになった。スパルタは、テーバイの西部境界に軍を展開し、外交的勝利を確保するため、軍事的攻撃を潰そうと手ぐすねを引いていた。しかし、レウクトラの戦いでテーバイの将軍たち、エパメイノンダスとペロピダスは、もうひとりのスパルタ王 クレオンブロトス1世が率いたスパルタ軍に対して決定的な勝利を得、クレオンブロトス1世は戦闘中に戦死した。この戦闘でエパメイノンダスは、最初に、敵方の最も弱いところではなく、最も強いところに、圧倒的な戦力を集中して攻めかかる、という革新的な戦術を用いて勝利を得た。この戦いの結果によって、ボイオーティア連邦は救われた。
- テーバイがより攻撃的になることを恐れていたアテナイは、テーバイの勝利を歓迎しなかった。スパルタに対する勝利の後、テーバイはペルシア帝国との同盟関係を復活させた。
- スパルタがテーバイに予想外の敗北を喫したことで、アルカディアは再び独立した。アルカディア人たちはマンティネイア (Mantineia) を再建し、アルカディア同盟 (Arcadian League) を結んで、新たな連邦都市としてメガロポリス (Megalopolis) を建設した。
- アゲシポリス2世が、父クレオンブロトス1世の後を継いでスパルタ王となった。

### 中国
- 魏が楚を攻撃し、魯陽を奪った。

### 天文学
- この年には、クロイツ群の彗星が近点を通過したとされている。このとき、アリストテレスやエポロスは、彗星の観測を行ったと考えられている。

## 死去
- クレオンブロトス1世、スパルタ王